# Rudolf Pätzold
Ernst Rudolf Pätzold (* 18. März 1921 in Dresden; † 16. Juni 2006 ebenda) war ein deutscher Ingenieur und Ornithologe.

## Leben
Pätzold wurde als zweites von vier Kindern eines Eisenbahners geboren. Bereits als Schüler gründete er 1934 einen Verein für Vogelfreunde. Er wurde zuerst Maurer, später Ingenieur für Melioration. Von 1953 bis 1956 studierte er Landwirtschaft in Dresden-Pillnitz. Als Agronom war er jedoch nicht lange tätig, er wechselte bald von der Landwirtschaft zur Wasserwirtschaft. Bis zur Rente 1986 arbeitete er als Projektant und Entwurfsleiter im Fluss-, Meliorations- und Talsperrenbau.
Daneben wirkte Pätzold als Ornithologe. Er war von 1953 bis 1970 als Nachfolger von Gerhard Creutz Leiter der Fachgruppe Ornithologie in Dresden. Er publizierte mehrere Fachbücher insbesondere zu den Lerchen; so war er der Verfasser der in der Neuen Brehm-Bücherei erschienenen Bände Feldlerche (323), Heidelerche und Haubenlerche (440), Rotkehlchen (520), Wasserpieper (565), Ohrenlerche (586), Baumpieper (601) und Die Lerchen der Welt (617). Seine Bücher erzielten bis zu vier Auflagen.
Pätzold wohnte gemeinsam mit seiner Frau Charlotte bis April 1996 auf dem Anwesen von Haus Sorgenfrei in der Oberlößnitz.
Er starb kurz nach seinem 85. Geburtstag nach langer Krankheit.

## Schriften (Auswahl)
- Die Feldlerche: Alauda arvensis. (=Die Neue Brehm-Bücherei Nr. 323) Ziemsen, Lutherstadt Wittenberg, 1. Auflage 1963, 3. Auflage 1983.
- Heidelerche und Haubenlerche: Lullula arborea (L.) u. Galerida cristata (L.). (=Die Neue Brehm-Bücherei Nr. 440) Ziemsen, Lutherstadt Wittenberg, 1. Auflage 1971, 2. erw. Auflage 1986.
- Das Rotkehlchen: Erithacus rubecula. (=Die Neue Brehm-Bücherei Nr. 520) Ziemsen, Lutherstadt Wittenberg, 1. Auflage 1979, 2. Auflage 1982.
- Der Wasserpieper: Anthus spinoletta. (=Die Neue Brehm-Bücherei Nr. 565) Ziemsen, Lutherstadt Wittenberg 1984.
- Die Ohrenlerche: Eremophila alpestris. (=Die Neue Brehm-Bücherei Nr. 586) Ziemsen, Lutherstadt Wittenberg 1987, ISBN 978-3-7403-0051-7.
- Der Baumpieper: Anthus trivialis. (=Die Neue Brehm-Bücherei Nr. 601) Ziemsen, Lutherstadt Wittenberg 1990, ISBN 978-3-7403-0235-1.
- Die Lerchen der Welt: Alaudidae. (=Die Neue Brehm-Bücherei Nr. 617) Westarp-Wiss., Magdeburg 1994, ISBN 978-3-89432-422-3.
- Das Rotkehlchen: Erithacus rubecula. (=Die Neue Brehm-Bücherei Nr. 520) Westarp-Wiss., Magdeburg; Spektrum, Akad. Verl., Heidelberg/Berlin/Oxford, 3. Auflage 1995, 4., unveränd. Auflage 2004, ISBN 978-3-89432-423-0.
- Kompendium der Lerchen: alle Lerchen unserer Erde; Alaudidae. Jan-Schimkat-Medienpubl., Dresden 2003, ISBN 978-3-00-011219-5.